# Jardín de plantas medicinales Benjamin Rush
El Jardín de plantas medicinales Benjamín Rush (en inglés: Benjamin Rush Medicinal Plant Garden) es un pequeño jardín botánico especializado en plantas medicinales de 0.5 hectárea (1.13 acres) de extensión, junto al museo de medicina "The Mütter Museum" en Filadelfia, Pensilvania.

## Localización
Benjamin Rush Medicinal Plant Garden, at the College of Physicians of Filadelfia, 19 S. 22nd St. Filadelfia, Filadelfia county Pennsylvania PA 19103-3097 United States of America-Estados Unidos de América
Planos y vistas satelitales39°57′11.75″N 75°10′35.99″O / 39.9532639, -75.1766639.
El jardín no es visitable por el público en general. Para el museo hay que pagar una entrada que sirve para visitar además otro museo de Filadelfia.

## Historia

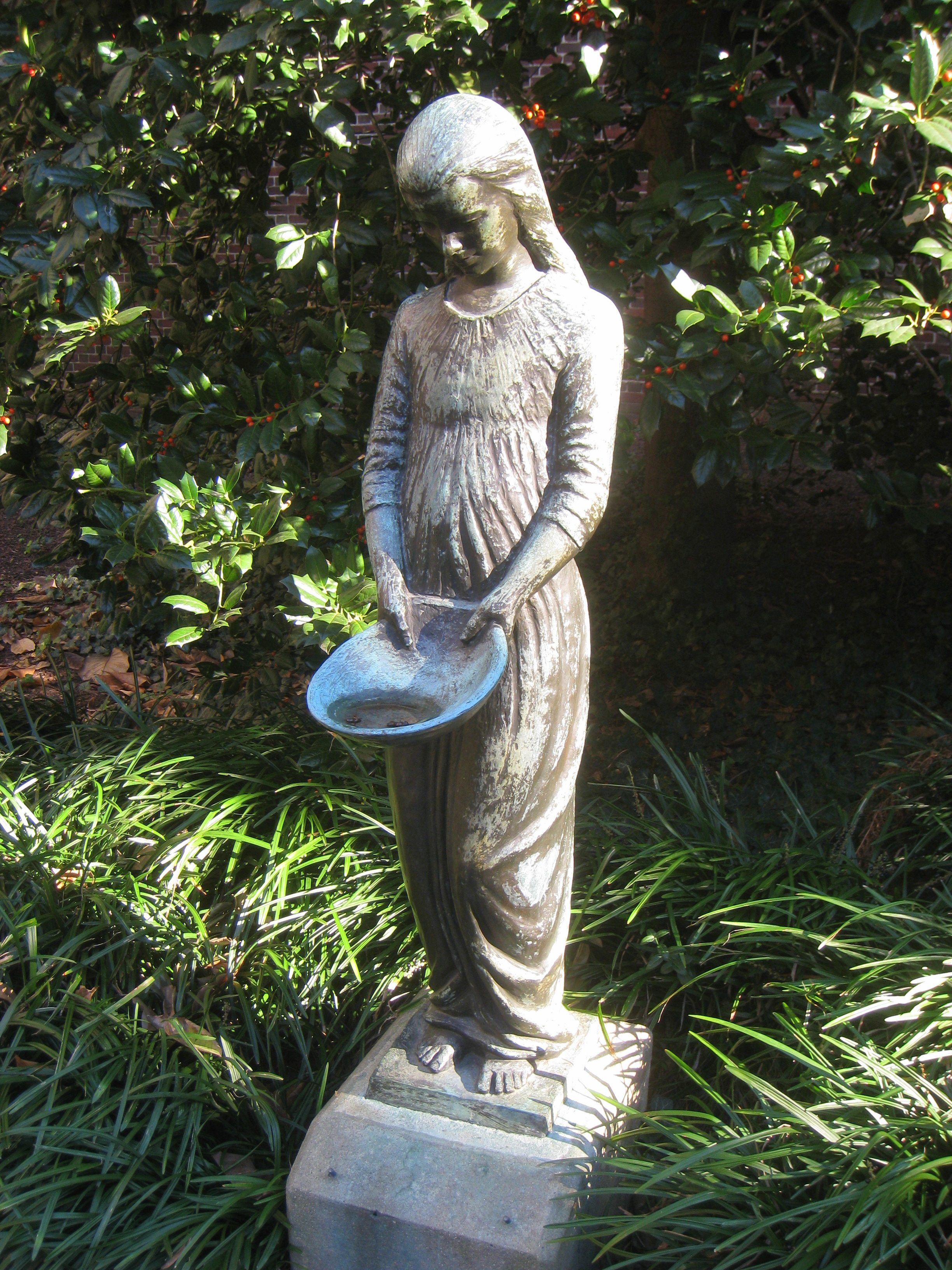
Cuenco de agua para los pájaros en el Jardín de plantas medicinales Benjamín Rush.

Benjamín Rush, uno de los firmantes de la Declaración de Independencia de los Estados Unidos, médico de la Filadelfia colonial y líder cívico, ayudó a fundar el Colegio de Médicos de Filadelfia en 1787. Durante su mandato, instó a los miembros del Colegio para mantener un jardín de plantas medicinales como una forma natural y de cooperación para reponer sus botiquines.
El colegio finalmente tomó su consejo en 1937 cuando se celebró su 150 aniversario. El jardín actual se llama así en honor al Dr. Benjamin Rush. El jardín contiene más de cincuenta tipos diferentes de hierbas, que ilustran su valor medicinal históricamente, así como su valor en la terapia médica contemporánea. Bancos en la sombra de un árbol de magnolias ofrecen a los visitantes un lugar agradable para aprender, disfrutar, o simplemente relajarse.
Durante el verano de 2011 un nuevo lecho de cultivo de plantas medicinales multicultural fue creado por los miembros cooperantes "Karabots Junior Fellows". Este fue galardonado con el primer premio de un jardín de niños de la comunidad por parte de la Sociedad de Horticultura de Pensilvania en su concurso de jardines de la ciudad.

## Jardines

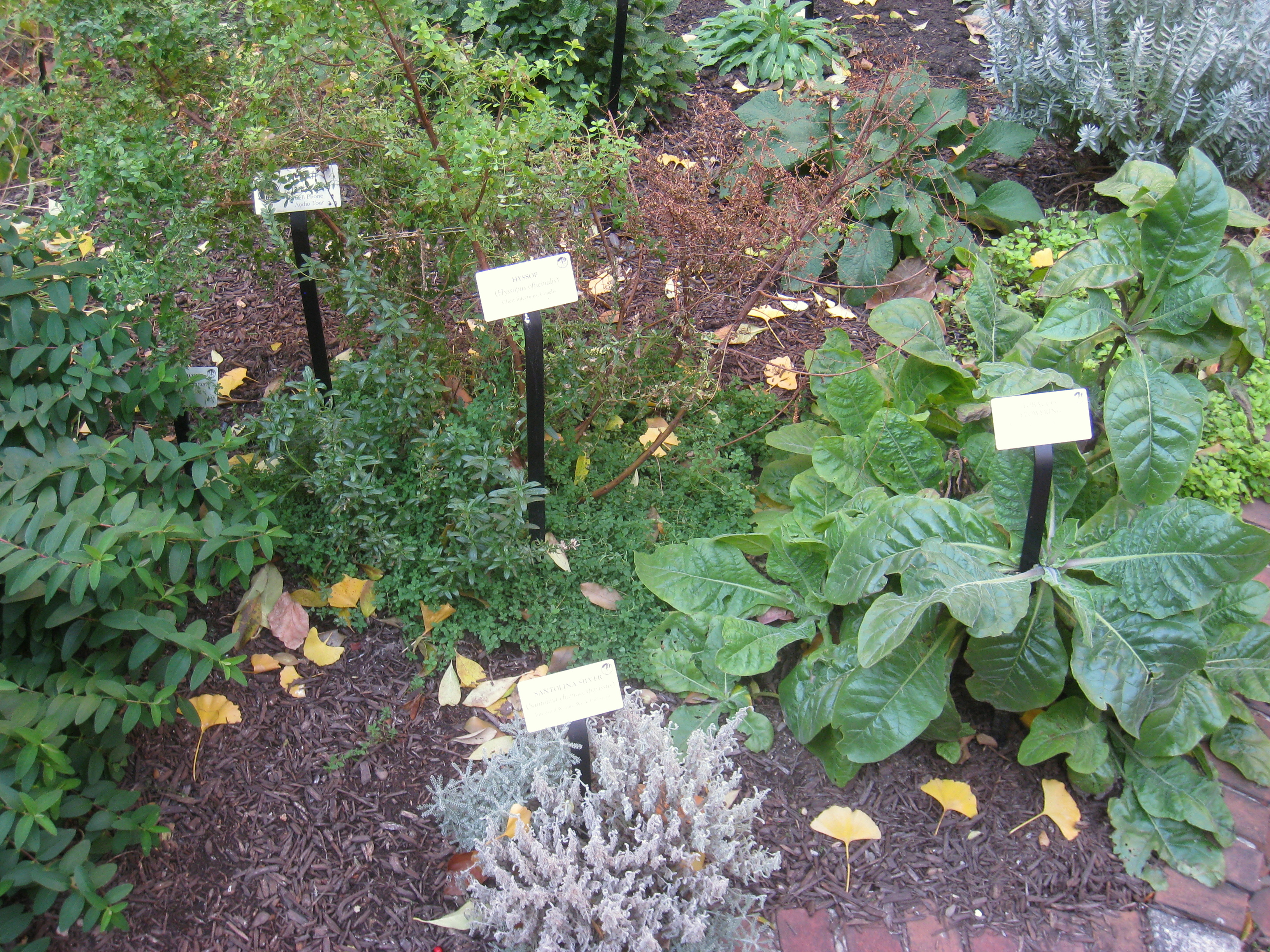
Colección de plantas medicinales en el Jardín de plantas medicinales Benjamín Rush.

Este oasis de plantas privado cuenta con cuatro lechos de cultivo de plantas formales, o parterres, que cultivan hierbas y plantas medicinales, muchas de las cuales se utilizaron en la época del Dr. Benjamin Rush y todavía están en uso hoy en día. 
El jardín cuenta con más de sesenta variedades de plantas medicinales, así como una serie de árboles donados, distribuidos en los cuatro lechos de cultivo idénticos. Las etiquetas de las plantas llevan los nombres comunes, nombres científicos y los usos de las plantas seleccionadas. 
Se contratan para bodas y recepciones. Los huéspedes pueden pasear por las pasarelas de pizarra y piedra o sentarse en los bancos del jardín en este entorno tranquilo. 

## The Mütter Museum

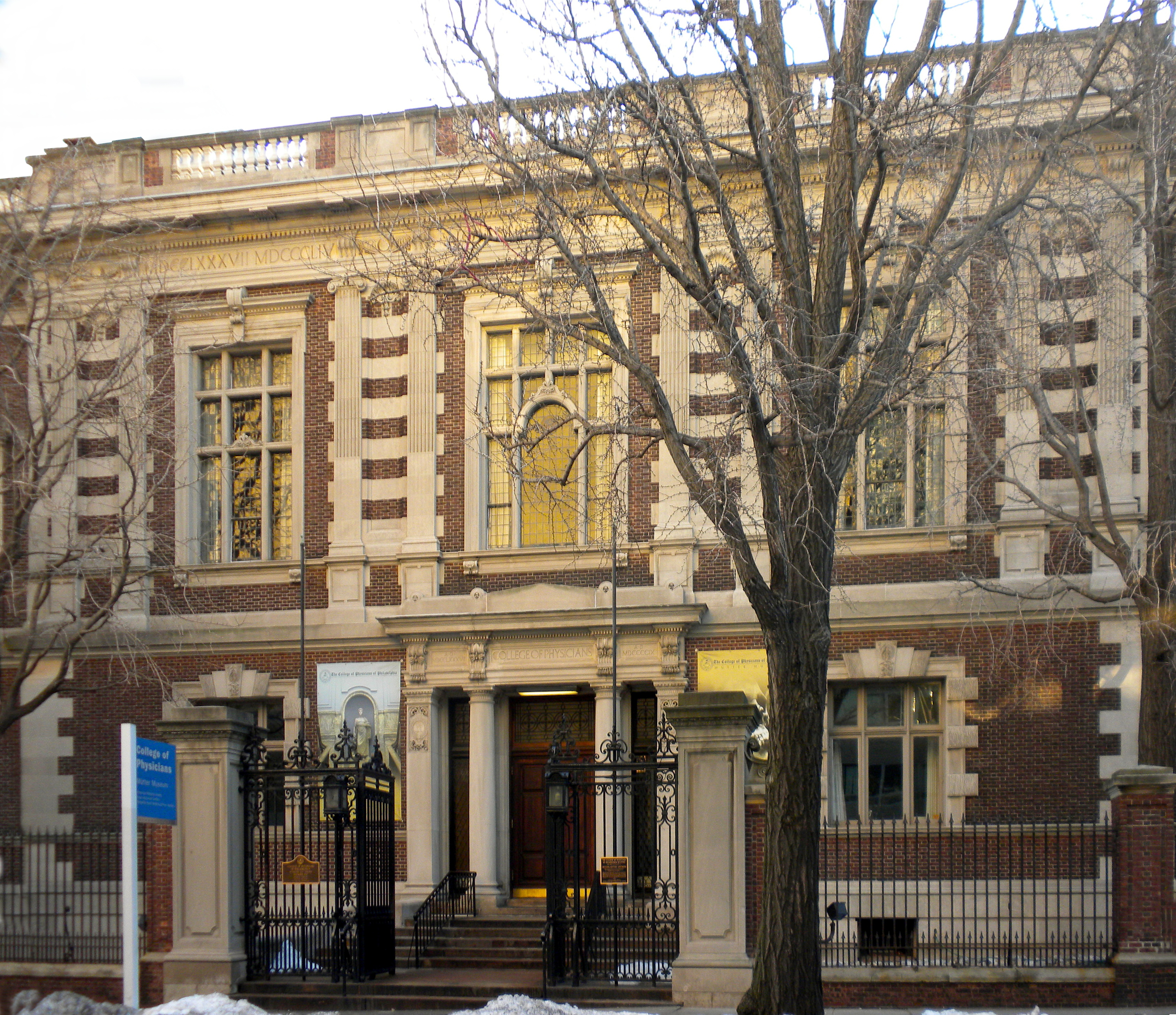
Edificio del "College of physicians" de Filadelfia, sede del "The Mütter Museum".

Uno de los mejores museos estadounidenses de la historia clínica, el " Mütter" muestra sus colecciones de especímenes anatómicos muy bien conservados, modelos e instrumentos médicos en un "gabinete museo" del siglo XIX. 
El objetivo del museo es ayudar al público a entender los misterios y la belleza del cuerpo humano al tiempo que nos enseña la historia del diagnóstico y el tratamiento de las enfermedades.
La colección comenzó como una donación del Dr. Thomas Dent Mütter, que estaba decidido a mejorar y reformar la educación médica. En la donación se estipulaba que el Colegio tenía que contratar a un curador, asçi como mantener y ampliar la colección, financiar conferencias anuales y erigir un edificio de ladrillo para albergar la colección. 
Desde 1858, el Colegio se ha mantenido fiel a su promesa al Dr. Mütter. Hoy el museo cuenta con una sostenidamente creciente popularidad internacional, incluyendo un reciente documental del Discovery Channel y dos libros más vendidos.